# ユニパーティ
ユニパーティ（英: Uniparty）とは、表面上は別個の政党が実際には単一の政党として機能していることを示唆する用語として使用される。この用語は、アメリカ合衆国の共和党と民主党をユニパーティの二つの顔として表現する際によく用いられる。この用語の含意は、両党が公の場での相違点にもかかわらず、密室では単一の実体として活動し、意図的に社会的対立を生み出し、人々を分断しながら、単一の秘密裏の統一された実際の目標を追求しているというものである。さらに、このユニパーティは、メディアの支配と投票用紙へのアクセス制限を利用して、真の代替案の出現を積極的に抑制していると想定される。

## 歴史
2017年の『ポリティコ』誌の記事は、この用語の歴史を調査し、1944年のスキャンダルにまでさかのぼった。そのスキャンダルでは、フランクリン・D・ルーズベルトが1940年の選挙でウェンデル・ウィルキーを対立候補として選んだことを示す手紙があることが主張された（後に偽造と判明）。2000年の緑の党の大統領選挙運動におけるラルフ・ネーダーの支持者たちがこの用語を広く使用し、ネーダー自身も2002年の著書『政党に突入する』で、当時の政治構造を「企業ユニパーティ」と呼んだ。
この用語は2024年に再び注目を集め、ロバート・F・ケネディ・ジュニアを含む人物たちが、二大政党制がユニパーティとして機能していると主張した。ケネディ自身もその後、この制度に戻ることとなった。